# Bernardita Catalla
Bernardita "Bernie" Catalla y Leonido (Macati, Filipinas; 18 de febrero de 1958-Beirut, Líbano; 2 de abril de 2020) fue una diplomática de carrera filipina que tuvo su último nombramiento como embajadora filipina en el Líbano. Antes de su nombramiento en el Líbano, también fue asignada a Hong Kong, Indonesia y Malasia.

## Primeros años y educación
Catalla nació el 18 de febrero de 1958 en Makati, entonces parte de la provincia de Rizal. Se graduó en 1979 de la Universidad de Filipinas Los Baños con una licenciatura en Artes de la Comunicación. De 1987 a 1993, estudió en la Universidad de Filipinas para obtener su Maestría en Investigación en Comunicación y en 1991, se graduó con una Maestría en Artes en Estudios de Desarrollo del Instituto Internacional de Estudios Sociales en La Haya, Países Bajos.

## Carrera

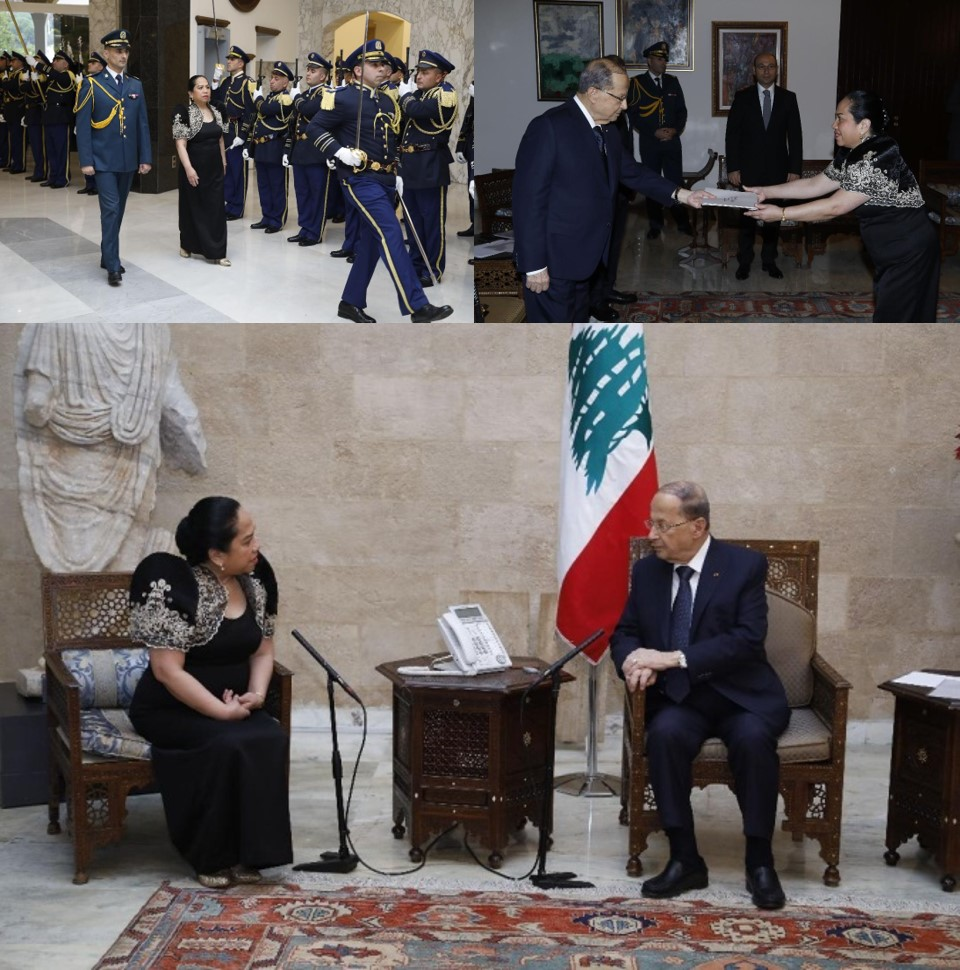
La embajadora Catalla presenta sus credenciales al presidente Michel Aoun de Líbano el 10 de enero de 2018.

Catalla ingresó por primera vez al Servicio Exterior de Filipinas en 1993. Fue asistente principal y luego directora interina de la oficina de la ASEAN de 1994 a 1995. De 1996 a 2001, fue asignada en la Embajada de Filipinas en Kuala Lumpur, Malasia, como Vicecónsul y luego Cónsul. Fue llamada de regreso al Ministerio del Interior para convertirse en Directora de la Oficina de las Naciones Unidas y Organizaciones Internacionales de 2001 a 2002 y Directora de Pasaportes de 2002 a 2005. Fue cónsul de la Embajada de Filipinas en Yakarta, Indonesia, de 2005 a 2011 y Directora de la Oficina de Asuntos de Asia y el Pacífico en el Ministerio del Interior de 2011 a 2014. Fue enviada al Consulado de Filipinas en Hong Kong como Cónsul General de 2014 a 2017. Durante su período en Hong Kong, encabezó la enmienda de los contratos de los trabajadores domésticos extranjeros para incluir una prohibición de la limpieza de ventanas peligrosas, que según The Sun Hong Kong, fue su mayor legado a la comunidad filipina en la región. Después de eso, fue promovida a la Embajada en Beirut, Líbano como Embajadora desde 2017 hasta su muerte en 2020. Como embajadora en el Líbano, encabezó el programa voluntario de repatriación masiva de OFW en el país.

## Fallecimiento
Falleció a los 62 años en un hospital de Beirut el 2 de abril de 2020, a causa de la enfermedad  COVID-19.